# Tuy Lộc, Hậu Lộc
Tuy Lộc là một xã thuộc huyện Hậu Lộc, tỉnh Thanh Hóa, Việt Nam.

## Địa lý
Xã Tuy Lộc nằm bên bờ hữu sông Lèn, ở phía bắc huyện Hậu Lộc, có vị trí địa lý:
- Phía đông giáp các xã Quang Lộc, Liên Lộc
- Phía tây giáp xã Cầu Lộc
- Phía nam giáp xã Hoa Lộc và thị trấn Hậu Lộc
- Phía bắc giáp huyện Hà Trung với ranh giới là sông Lèn.

Xã Tuy Lộc có diện tích tự nhiên 10,37 km², quy mô dân số năm 2022 là 9.255 người, mật độ dân số đạt 892 người/km². Dân cư sinh sống tại Tuy Lộc chủ yếu là người Kinh.

## Lịch sử
Trước đây, địa bàn xã Tuy Lộc hiện tại bao gồm cả 2 xã Tuy Lộc và Phong Lộc thuộc huyện Hậu Lộc.
Năm 2022, xã Tuy Lộc có diện tích 5,92 km², dân số là 5.174 người, mật độ dân số đạt 874 người/km² với 6 thôn; xã Phong Lộc có diện tích 4,45 km², dân số là 4.081 người, mật độ dân số đạt 917 người/km² với 4 thôn.
Ngày 24 tháng 10 năm 2024, Ủy ban Thường vụ Quốc hội thông qua Nghị quyết số 1238/NQ-UBTVQH15 (có hiệu lực từ ngày 1 tháng 1 năm 2025). Theo đó, nhập toàn bộ diện tích và dân số của xã Phong Lộc vào xã Tuy Lộc.

## Hành chính
Xã Tuy Lộc gồm 10 thôn: Cách, Cầu, Đồng Tiến, Kỳ Sơn, Lộc Động, Phù Lạc, Phú Đa, Phú Thọ, Thành Tuy, Trung Hà.